# أوتو أولي
أوتو أولي (بالنرويجية البوكمول: Otto Aulie)‏ هو لاعب كرة قدم نرويجي، ولد في 27 سبتمبر 1894 في تونسبرغ في النرويج، وتوفي في 9 فبراير 1923 في شين في النرويج بسبب التهاب السحايا. شارك مع منتخب النرويج لكرة القدم. أما مع النوادي، فقد لعب مع نادي أود ونادي لين.

## وصلات خارجية
- أوتو أولي على موقع اتحاد النرويج (النرويجية)
- أوتو أولي على موقع قاعدة بيانات كرة القدم.إي يو (الإنجليزية)
- أوتو أولي على موقع ناشيونال فوتبول تيمز (الإنجليزية)
- أوتو أولي على موقع أوليمبيديا (الإنجليزية)